# SYPL1
SYPL1‏ (Synaptophysin like 1) هوَ بروتين يُشَفر بواسطة جين SYPL1 في الإنسان.